# Joseph Wispauer
Joseph Wispauer (* 29. August 1785 in Traunstein; † 6. Oktober 1879 ebenda) war ein bayerischer Kaufmann und Gastwirt.
Der sehr wohlhabende und königstreue Wispauer gehörte von 1840 bis 1843 der Kammer der Abgeordneten des Bayerischen Landtags an. Von 1842 bis 1845 war er Bürgermeister seiner Heimatstadt Traunstein. Bei der Reichstagswahl 1874 kandidierte er erfolglos im Reichstagswahlkreis Oberbayern 8 für die NLP.